# Hipposideros semoni
Hipposideros semoni (Matschie, 1903) è un pipistrello della famiglia degli Ipposideridi diffuso in Australia e Nuova Guinea.

## Descrizione

### Dimensioni
Pipistrello di medie dimensioni, con la lunghezza della testa e del corpo tra 48 e 54 mm, la lunghezza dell'avambraccio tra 44,1 e 51,8 mm, la lunghezza della coda tra 19,4 e 31 mm, la lunghezza del piede tra 7 e 12 mm, la lunghezza delle orecchie tra 16,2 e 22 mm e un peso fino a 8,7 g.

### Aspetto
La pelliccia è lunga. Le parti dorsali sono bruno-grigiastre chiare, mentre le parti ventrali sono più chiare. È presente una peluria marrone chiara o biancastra sulle membrane alari lungo i fianchi. Le orecchie sono molto lunghe, strette e con una concavità molto accentuata sul bordo posteriore appena sotto l'estremità appuntita. La foglia nasale presenta una porzione anteriore larga, con due fogliette supplementari su ogni lato, un setto nasale leggermente rigonfio e con due alette ben sviluppate intorno alle narici, una porzione intermedia piatta e con una proiezione rotonda, una porzione posteriore alta, con il margine superiore semi-circolare, con tre setti longitudinali che la dividono in quattro celle e con una proiezione verticale in alto. Le membrane alari sono nerastre. La coda è lunga e si estende leggermente oltre l'ampio uropatagio.

## Biologia

### Comportamento
Si rifugia solitariamente in grotte, miniere, crepacci, cavità degli alberi ed edifici. Il volo è lento ed altamente manovrato.

### Alimentazione
Si nutre di insetti catturati a meno di due metri dal suolo.

### Riproduzione
Danno alla luce un piccolo alla volta nel mese di novembre.

## Distribuzione e habitat
Questa specie è diffusa in Nuova Guinea e nella Penisola di Capo York.
Vive nelle foreste pluviali e in savane alberate tra 200 e 1.400 metri di altitudine.

## Conservazione
La IUCN Red List, nonostante la popolazione australiana sia in declino e la mancanza di informazioni globali sullo stato della popolazione e l'effettivo areale, classifica H.semoni come specie con dati insufficienti (DD).